# Dampleux
Dampleux és un municipi francès situat al departament de l'Aisne i a la regió dels Alts de França. L'any 2007 tenia 426 habitants.

## Demografia

### Població
El 2007 la població de fet de Dampleux era de 426 persones. Hi havia 147 famílies de les quals 24 eren unipersonals (8 homes vivint sols i 16 dones vivint soles), 43 parelles sense fills, 72 parelles amb fills i 8 famílies monoparentals amb fills.
La població ha evolucionat segons el següent gràfic:
Habitants censats

### Habitatges
El 2007 hi havia 166 habitatges, 144 eren l'habitatge principal de la família, 19 eren segones residències i 2 estaven desocupats. Tots els 166 habitatges eren cases. Dels 144 habitatges principals, 132 estaven ocupats pels seus propietaris, 10 estaven llogats i ocupats pels llogaters i 2 estaven cedits a títol gratuït; 2 tenien una cambra, 2 en tenien dues, 9 en tenien tres, 34 en tenien quatre i 98 en tenien cinc o més. 116 habitatges disposaven pel capbaix d'una plaça de pàrquing. A 43 habitatges hi havia un automòbil i a 93 n'hi havia dos o més.

### Piràmide de població
La piràmide de població per edats i sexe el 2009 era:
| Homes | Edats   | Dones |
| ----- | ------- | ----- |
| 0     | 95 o +  | 0     |
| 0     | 90 a 94 | 0     |
| 0     | 85 a 89 | 0     |
| 0     | 80 a 84 | 4     |
| 4     | 75 a 79 | 4     |
| 0     | 70 a 74 | 0     |
| 8     | 65 a 69 | 4     |
| 16    | 60 a 64 | 16    |
| 8     | 55 a 59 | 0     |
| 12    | 50 a 54 | 16    |
| 16    | 45 a 49 | 16    |
| 12    | 40 a 44 | 16    |
| 32    | 35 a 39 | 20    |
| 12    | 30 a 34 | 32    |
| 0     | 25 a 29 | 12    |
| 8     | 20 a 24 | 8     |
| 12    | 15 a 19 | 0     |
| 12    | 10 a 14 | 28    |
| 16    | 5 a 9   | 20    |
| 4     | 0 a 4   | 8     |

## Economia
El 2007 la població en edat de treballar era de 273 persones, 205 eren actives i 68 eren inactives. De les 205 persones actives 189 estaven ocupades (98 homes i 91 dones) i 16 estaven aturades (7 homes i 9 dones). De les 68 persones inactives 19 estaven jubilades, 27 estaven estudiant i 22 estaven classificades com a «altres inactius».

### Ingressos
El 2009 a Dampleux hi havia 143 unitats fiscals que integraven 424,5 persones, la mediana anual d'ingressos fiscals per persona era de 20.427 €.

### Activitats econòmiques
Dels 7 establiments que hi havia el 2007, 1 era d'una empresa de fabricació d'altres productes industrials, 1 d'una empresa de comerç i reparació d'automòbils, 2 d'empreses de transport, 2 d'empreses de serveis i 1 d'una empresa classificada com a «altres activitats de serveis».
L'any 2000 a Dampleux hi havia 3 explotacions agrícoles.

## Equipaments sanitaris i escolars
El 2009 hi havia una escola elemental integrada dins d'un grup escolar amb les comunes properes formant una escola dispersa.

## Poblacions més properes
El següent diagrama mostra les poblacions més properes.